# Attentatet mot Sveta Nedelja-kyrkan 1925
Attentatet mot Sveta Nedelja-kyrkan 1925 var en terroristaktion mot Sveta Nedelja-kyrkan i Sofia i Bulgarien den 16 april 1925. Det utfördes då medlemmar av Bulgariens kommunistiska parti sprängde kyrktaket under begravningsgudstjänsten för general Konstantin Georgjev, som dödats i ett attentat den 14 april samma år, också det utfört av kommunisterna. 150 personer, främst ur Bulgariens politiska och militära elit, dödades och cirka 500 personer skadades.